# Alice (1990)
Alice (bra: Simplesmente Alice; prt: Alice) é um filme estadunidense de 1990 do gênero comédia escrito e dirigido por Woody Allen. O filme é vagamente inspirado em Giulietta degli spiriti, filme de 1965 de Federico Fellini.

## Sinopse
Alice Tate é uma dona-de-casa da alta classe novaiorquina, com um marido rico e dois filhos, que passa os dias em compras, salões de beleza e visitando os amigos. Certo dia, ao buscar os filhos no colégio ela nota Joe, um músico divorciado que vai buscar a filha na mesma escola. Alice se interessa, mas não fala com ele.
Com um problema nas costas Alice é convencida pelas amigas a visitar um médico chinês, o Dr. Yang, especialista em acupuntura e ervas. O Dr. Yang acha que o problema nas costas de Alice não é físico e sim, emocional. Ele então começa a lhe dar várias ervas, que produzem estranhos efeitos em Alice. A primeira a faz perder suas inibições e chamar Joe para um encontro. Outras a farão se tornar invisível, voar, se comunicar com os espíritos e a última é similar a uma poção de amor.
Com os poderes fantásticos das ervas, Alice começa a se conhecer melhor e a todos que a cercam, seu marido, o amante, irmã e amigos. E resolve tomar uma decisão que mudará sua vida.

## Elenco
- Mia Farrow — Alice Tate Smith
- Alec Baldwin — Ed
- Blythe Danner — Dorothy
- Judy Davis — Vicki
- William Hurt — Doug Tate
- Keye Luke — Dr. Yang
- Joe Mantegna — Joe
- Bernadette Peters — Musa
- Cybill Shepherd — Nancy Brill
- Patrick O'Neal — Sr. Tate
- Holland Taylor — Helen
- Rachel Miner — Alice jovem
- Diane Salinger — Carol
- Bob Balaban — Sid Moscowitz
- Elle Macpherson — modelo

## Prêmios e Indicações
- Woody Allen recebeu uma indicação ao Oscar por melhor roteiro.
- Mia Farrow foi indicada ao Globo de Ouro como melhor atriz de comédia
- Mia Farrow venceu o prêmio de melhor atriz do National Board of Review.